# Конвенција о статусу избеглица
Конвенција о статусу избеглица је један од кључних међународних споразума који дефинише „ко је избеглица, права избеглица и законске обавезе које државе морају поштовати како би заштитиле избеглице”. Конвенција је усвојена 28. јула 1951. године на Конференцији при Уједињеним нацијама о статусу избеглица и особа без држављанства, а која је сазвана Резолуцијом Генералне скупштине 429(V) од 14. децембра 1950. године.

## Контекст
Први светски рат је био историјски догађај који је отворио питање неопходности системског решавања међународних конфликата, поготово конфликата између великих сила. Због тога је основана организација Друштво народа као механизам заштите права избеглица, јер је током и након Првог светског рата дошло до масовних присилних миграција. С обзиром да овај механизам није био довољно ефикасан, донесена је Конвенција о међународном статусу избеглица 1933. године. Ова конвенција, уједно је и прва међународна конвенција у овој области.
Следећи велики историјски догађај који је покренуо нове масовне миграције био је Други светски рат када је страдало више од 50 милиона људи. У том периоду се дешава и преокрет у развитку међународне заштите избеглица. Конвенција о статусу избеглица која је донесена 1951. године, као и Протокол из 1967. године и данас представљају најважнији међународни документ из ове области.
Конвенција о међународном статусу избеглица из 1933. године и Конвенција о статусу избеглица ие 1951. године имају својих сличности, али је највећа разлика била у приступу испитивања случаја. Првобитна Конвенција је имала групни приступ, док је Конвенција, која је и данас на снази, увела праксу индивидуалног испитивања сваког појединачног случаја. Дакле, Конвенција из 1933. године третирала је „припаднике одређене групе који се налазе ван територија своје земље и не уживају њену заштиту”, и ова конвенција не укључује страх од прогона за разлику од Конвенције о статусу избеглица из 1951. године.
Конвенција о међународном статусу избеглица из 1933. године поставила је темеље за принцип забране колективног протеривања (non-refoulement), али се та забрана односила само на избеглице које регуларно бораве на територији одређене државе. Такође, до протеривања је могло доћи и ако су то налагали разлози националне безбедности или одржавања јавног реда. Конвенцијом је гарантовано право на рад, социјално благостање и образовање, затим на медицинску помоћ и друго. Ипак, значај ове Конвенције био је ограничен из разлога што је била прихваћена у тек осам држава.
Нови изазов био је третирање избеглица из Немачке од 1936. године, те је донесена Привремена нагодба о статусу избеглица које долазе из Немачке којом се даје овлашћење владама да издају „путна документа лицима која имају само немачко држављанство, а за које се утврди да правно или у пракси не уживају заштиту немачке владе”. Овим документом је регулисана забрана протеривања у Немачку избеглица којима је био дозвољен боравак у одређеној земљи. Ипак, Нагодба је гарантовала ужу лепезу права од оних које је гарантовала Конвенције о међународном статусу избеглица. Године 1938. године, у Женеви је донесена Конвенција о статусу избеглица који долазе из Немачке и она подсећа на Конвенцију из 1933. године. Конвенција која се односи на избеглице из Немачке такође забрањује протеривање, гарантује слободу кретања уз неку врсту путне исправе на одређено време и са могућношћу продужетка рока важења. Ова Конвенција уводи и право на приступ суду под једнаким условима које имају држављани земље пријема, право на правну помоћ и друго. Годину дана касније, ова конвенција је проширена и на избеглице из Аустрије.
У том периоду, све до 1947. године, бригу о избеглицама водио је Међувладин комитет за избеглице и ово тело је водило рачуна о снабдевању, репарацији и смештају избеглица. Од 1943. године до 1947. године о избеглицама је бринула Управа УН за помоћ и обнову (УНРРА), а од 1947. године ову дужност преузима агенција УН - Међународна организација за избеглице. Наследник Међународне организације за избеглице јесте Комесаријат УН за избеглице (УНХЦР) који је počeo sa radom 1951. године у Женеви.

## О Конвенцији о статусу избеглица из 1951.
Конвенција о статусу избеглица из 1951. године је један од најважнијих докумената у историји избегличког права, иако се не бави правом на азил. Премда је основни циљ Конвенције био да се реши проблем избеглица после Другог светског рата, а да је под појмом избеглица дефинисано лице које је прогоњено пре 1. јануара 1951. године, Протоколом иѕ 1967. године је такво ограничење укинуто.
У Општим одредбама конвенције дефинисан је израз избеглица, те се избеглицом сматра избегло лице које „бојећи се оправдано да ће бити прогоњено због своје расе, своје вере, своје националности, своје припадности некој социјалној групи или својих политичких мишљења, нађе изван земље чије држављанство оно има и које не жели или, због тога страха, неће да тражи заштиту те земље; или које, ако нема држављанство а налази се изван земље у којој је имало своје стално место боравка услед таквих догађаја, не може или, због страха, не жели да се у њу врати”.

## Права и обавезе које проистичу из Конвенције о статусу избеглица из 1951.
Сва права из Конвенције осигурана су за избеглице након њихове идентификације. Свако избегло лице има обавезу да поштује законе и прописе земље која му је признала избеглички статус, без дискриминаторне примене због расе, вере или земље порекла.
Према Конвенцији, избеглице имају право на слободу вероисповести и слободу кретања, а „државе имају обавезу да поштују права које је избеглица раније стекао, а посебно она која проистичу из личног статуса (попут брака)”. Конвенција о статусу избеглица из 1951. године не регулише политичка права избеглица. Извршни комитет програма Високог комесаријата је 1977. године прописао и минималне услове за адекватно испитивање право на азил. Што се тиче стицања покретне и непокретне имовине, према Конвенцији се предвиђа да избеглица има иста права као и странци. Избеглицама је гарантовано и право на приступ судовима, под условима који важе и за држављане земље у којој избеглица има место боравка. Избеглица, према Конвенцији, има право на рад, социјално осигурање и образовање.
Конвенција налаже да ниједна држава уговорница неће протеривати или вратити силом избеглицу на границе територије где би његов живот или слобода били угрожени због његове расе, вере, држављанства, припадности некој социјалној групи или његових политичких мишљења. Изузетак је избеглица који се из озбиљних разлога треба сматрати опасним за безбедност земље где се налази, ако је против њега донета коначна одлука због злочина, тешког кривичног дела, те представља опасност за заједницу земље у којој се тренутно налази.
Особи избеглички статус престаје у случају добровољног поновног стављања избеглице под заштиту сопствене државе, добровољног поновног стицања држављанста, стицања новог држављанства, добровољног поновног настањивања у земљи у којој је лице страховало од прогона, престанка разлога који су довели до признања избегличког статуса и престанка разлога који су довели до признања избегличког статуса апатрида.
Упркос Конвенцији о статус избеглица и националним законодавствима, велики број држава и данас има бројна нерешена питаља у погледу решавања масовних и присилних миграција и решаваља статуса људи који су у потреби за међународном заштитом.

## Ратификација Конвенције о статусу избеглица у Србији
Конвенцију о статусу избеглица ратификовао је велики број земаља, међу њима и Република Србија и она представља један од најважнијих докумената на основу којих се обезбеђује „право сваког ко бежи од прогона да не буде враћен у државу у којој му прети опасоност или било какав ризик по живот и опстанак”.
Србија је ратификовала и бројне друге међународне уговоре који штите људска права, поготово права људи који су део рањивих друштвених група. Такође, Устав Републике Србије садржи низ чланова који гарантују заштиту људских права. Правни оквир за заштиту избеглица регулише Закон о азилу којим је створена могућност да се овој друштвеној групи додели међународна заштита и интеграција у српско друштво.